# 오카모토 가즈마
오카모토 가즈마(일본어: 岡本 和真, 1996년 6월 30일~)는 일본의 프로 야구 선수이며, 현재 센트럴 리그인 요미우리 자이언츠의 소속 선수(내야수, 외야수)이다. 나라현 고조시 출신이다.
일본 프로 야구 역대 최연소가 되는 22세 나이에 ‘3할·30홈런·100타점’을 달성했고 2018년부터 2023년까지 6년 연속 시즌 30홈런도 달성했다.

## 상세 정보

### 출신 학교
- 지벤가쿠엔 고등학교

### 선수 경력
- 요미우리 자이언츠(2015년~)

국가 대표 경력
- 2023년 월드 베이스볼 클래식 일본 국가대표

### 수상·타이틀 경력

#### 타이틀
- 홈런왕: 3회(2020년, 2021년, 2023년)
- 타점왕: 2회(2020년, 2021년)

#### 수상
- 베스트 나인: 2회(2020년, 2024년)[주 1]
- 골든 글러브상: 3회(2021년, 2022년, 2024년)[주 2]
- 월간 MVP: 3회(2022년 3·4월[10], 2023년 6월[11], 2024년 9·10월[12]) ※야수 부문
- 클라이맥스 시리즈 MVP: 1회(2019년)
- 센트럴·퍼시픽 교류전 최우수 선수상(MVP): 1회(2023년)
- 월간 JERA 센트럴 리그 AWARD: 1회(2023년 8월)
- 월간 사요나라상: 1회(2021년 5월[13])
- 올스타전 감투 선수상: 1회(2023년 2차전)
- 프레시 올스타전 MVP: 1회(2016년)
- 팜 일본 선수권 MVP: 1회(2016년)
- 도쿄 돔 MVP: 2회(2021년, 2023년)
- 도쿄 돔 MVP 특별상: 1회(2018년)
- 호치 프로 스포츠 대상 플래시상: 1회(2018년)

### 개인 기록

#### 첫 기록
- 첫 출장·첫 타석: 2015년 8월 28일, 대 주니치 드래건스 21차전(도쿄 돔), 7회말에 다카기 하야토의 대타로 출장, 소부에 다이스케로부터 2루 뜬공[14]
- 첫 안타·첫 홈런·첫 타점: 2015년 9월 5일, 대 요코하마 DeNA 베이스타스 21차전(요코하마 스타디움), 5회초에 다카기 하야토의 대타로 출장, 스나다 요시키로부터 좌월 2점 홈런
- 첫 선발 출장: 2015년 9월 19일, 대 도쿄 야쿠르트 스왈로스 22차전(메이지 진구 야구장), 7번·3루수로 선발 출장
- 첫 도루: 상동, 5회초에 2루 안착(투수: 올랜도 로만, 포수: 나카무라 유헤이)[14]

#### 기록 달성 경력
- 통산 100홈런: 2021년 4월 27일, 대 도쿄 야쿠르트 스왈로스 4차전(메이지 진구 야구장), 9회초에 우메노 유고로부터 우중월 2점 홈런 ※역대 300번째, 24세 9개월까지의 도달은 요미우리 구단 역대 3위의 최연소 기록[15][16]
- 통산 150홈런: 2022년 5월 29일, 대 홋카이도 닛폰햄 파이터스 3차전(삿포로 돔), 2회초에 네모토 하루카로부터 우월 솔로 홈런 ※역대 178번째, 25세 10개월에서의 도달은 역대 10위, 구단 역대 3위의 최연소 기록[17]
- 통산 200홈런: 2023년 9월 1일, 대 요코하마 DeNA 베이스타스 19차전(요코하마 스타디움), 2회초에 아즈마 가쓰키로부터 우월 솔로 ※역대 114번째, 27세 2개월에서의 도달은 역대 6위, 구단 역대 3위의 최연소 기록[18]
- 통산 1000경기 출장: 2024년 9월 25일, 대 요코하마 DeNA 베이스타스 23차전(요코하마 스타디움), 4번·1루수로 선발 출장 ※역대 536번째[19]
- 통산 1000안타: 2024년 9월 27일, 대 주니치 드래건스 25차전(도쿄 돔), 6회말에 우메쓰 고다이로부터 중전 적시타 ※역대 321번째[20]

#### 기타
- 첫회 4번 타자로서의 만루 홈런: 2023년 7월 5일, 대 주니치 드래건스 13차전(반테린 돔 나고야), 1회초에 다카하시 히로토로부터 ※센트럴 리그에서는 역대 12명째이자 13번째
- 6년 연속 시즌 30홈런 이상(2018년~2023년) ※역대 9위[9]
- 올스타전 출장: 5회(2018년, 2019년, 2021년, 2023년, 2024년) ※2022년에도 선출됐으나 코로나19 확진으로 인해 출전 포기[21]
- 도쿄 돔 통산 100홈런: 2023년 9월 17일, 대 도쿄 야쿠르트 스왈로스 23차전(도쿄 돔), 6회말에 고자와 레이지로부터 좌월 솔로 ※역대 8번째, 395경기에서의 달성은 역대 최고 속도[22][23]

### 등번호
- 38(2015년~2017년)
- 25(2018년~)
  - 8(2018 미일 야구)

### 연도별 타격 성적
| 연 도      | 소 속      | 경 기 | 타 석 | 타 수 | 득 점 | 안 타 | 2 루 타 | 3 루 타 | 홈 런 | 루 타 | 타 점 | 도 루 | 도 루 자 | 희 생 번 | 희 생 플 | 볼 넷 | 고 4 | 사 구 | 삼 진 | 병 살 타 | 타 율 | 출 루 율 | 장 타 율 | O P S |
| ---------- | ---------- | ----- | ----- | ----- | ----- | ----- | ------- | ------- | ----- | ----- | ----- | ----- | -------- | -------- | -------- | ----- | ---- | ----- | ----- | -------- | ----- | -------- | -------- | ----- |
| 2015년     | 요미우리   | 17    | 31    | 28    | 2     | 6     | 0       | 0       | 1     | 9     | 4     | 2     | 0        | 0        | 0        | 2     | 0    | 1     | 4     | 3        | .214  | .290     | .321     | .612  |
| 2016년     | 요미우리   | 3     | 10    | 10    | 0     | 1     | 1       | 0       | 0     | 2     | 0     | 0     | 0        | 0        | 0        | 0     | 0    | 0     | 2     | 2        | .100  | .100     | .200     | .300  |
| 2017년     | 요미우리   | 15    | 35    | 31    | 2     | 6     | 1       | 0       | 0     | 7     | 2     | 0     | 0        | 0        | 0        | 4     | 0    | 0     | 10    | 0        | .194  | .286     | .226     | .512  |
| 2018년     | 요미우리   | 143   | 616   | 540   | 82    | 167   | 26      | 0       | 33    | 292   | 100   | 2     | 1        | 0        | 0        | 72    | 1    | 4     | 120   | 11       | .309  | .394     | .541     | .935  |
| 2019년     | 요미우리   | 143   | 628   | 555   | 84    | 147   | 29      | 0       | 31    | 269   | 94    | 3     | 0        | 2        | 3        | 62    | 3    | 6     | 132   | 15       | .265  | .343     | .485     | .828  |
| 2020년     | 요미우리   | 118   | 500   | 440   | 79    | 121   | 26      | 0       | 31    | 240   | 97    | 2     | 0        | 0        | 0        | 55    | 2    | 5     | 85    | 10       | .275  | .362     | .545     | .907  |
| 2021년     | 요미우리   | 143   | 592   | 521   | 71    | 138   | 19      | 1       | 39    | 276   | 113   | 1     | 1        | 0        | 7        | 57    | 4    | 7     | 108   | 16       | .265  | .341     | .530     | .871  |
| 2022년     | 요미우리   | 140   | 589   | 520   | 63    | 131   | 21      | 1       | 30    | 244   | 82    | 1     | 1        | 0        | 2        | 58    | 7    | 9     | 94    | 11       | .252  | .336     | .469     | .805  |
| 2023년     | 요미우리   | 140   | 589   | 503   | 83    | 140   | 31      | 0       | 41    | 294   | 93    | 0     | 1        | 0        | 6        | 72    | 10   | 8     | 111   | 10       | .278  | .374     | .584     | .958  |
| 2024년     | 요미우리   | 143   | 611   | 535   | 70    | 150   | 37      | 0       | 27    | 268   | 83    | 1     | 1        | 0        | 5        | 66    | 10   | 5     | 97    | 5        | .280  | .362     | .501     | .863  |
| 통산: 10년 | 통산: 10년 | 1005  | 4201  | 3683  | 536   | 1007  | 191     | 2       | 233   | 1901  | 668   | 12    | 5        | 2        | 23       | 448   | 37   | 45    | 763   | 83       | .273  | .357     | .516     | .873  |

- 2024년 시즌 종료 기준.
- 굵은 글씨는 시즌 최고 성적.

### 연도별 타격 성적 소속 리그내에서의 순위
| 연 도 | 연 령 | 리 그       | 타 율 | 안 타 | 2 루 타 | 3 루 타 | 홈 런 | 타 점 | 도 루 | 출 루 율 | 볼 넷 |
| ----- | ----- | ----------- | ----- | ----- | ------- | ------- | ----- | ----- | ----- | -------- | ----- |
| 2015  | 19    | 센트럴 리그 | -     | -     | -       | -       | -     | -     | -     | -        | -     |
| 2016  | 20    | 센트럴 리그 | -     | -     | -       | -       | -     | -     | -     | -        | -     |
| 2017  | 21    | 센트럴 리그 | -     | -     | -       | -       | -     | -     | -     | -        | -     |
| 2018  | 22    | 센트럴 리그 | -     | 3위   | -       | -       | 6위   | 2위   | -     | 10위     | -     |
| 2019  | 23    | 센트럴 리그 | -     | 8위   | 7위     | -       | 6위   | 4위   | -     | -        | 7위   |
| 2020  | 24    | 센트럴 리그 | -     | 9위   | 7위     | -       | 1위   | 1위   | -     | -        | 7위   |
| 2021  | 25    | 센트럴 리그 | -     | 9위   | -       | -       | 1위   | 1위   | -     | -        | 9위   |
| 2022  | 26    | 센트럴 리그 | -     | -     | -       | -       | 2위   | 5위   | -     | -        | 5위   |
| 2023  | 27    | 센트럴 리그 | -     | 7위   | 3위     | -       | 1위   | 2위   | -     | 5위      | 3위   |
| 2024  | 28    | 센트럴 리그 | 10위  | 8위   | 1위     | -       | 2위   | 2위   | -     | 8위      | 3위   |

- 연도에서 굵은 글씨는 규정 타석에 도달한 연도
- ‘-’는 10위 미만(타율, OPS는 규정 타석에 도달하지 않은 경우에도 ‘-’로 표기)

### WBC에서의 타격 성적
| 연 도 | 대 표 | 경 기 | 타 석 | 타 수 | 득 점 | 안 타 | 2 루 타 | 3 루 타 | 홈 런 | 루 타 | 타 점 | 도 루 | 도 루 자 | 희 생 번 | 희 생 플 | 볼 넷 | 고 4 | 몸 맞 | 삼 진 | 병 살 타 | 타 율 | 출 루 율 | 장 타 율 | O P S |
| ----- | ----- | ----- | ----- | ----- | ----- | ----- | ------- | ------- | ----- | ----- | ----- | ----- | -------- | -------- | -------- | ----- | ---- | ----- | ----- | -------- | ----- | -------- | -------- | ----- |
| 2023  | 일본  | 7     | 27    | 18    | 5     | 6     | 1       | 0       | 2     | 13    | 7     | 0     | 1        | 0        | 0        | 8     | 1    | 1     | 4     | 1        | .333  | .556     | .722     | 1.278 |

- 굵은 글씨는 대회 최고 성적

### 연도별 수비 성적
| 연도 | 소속     | 1루   | 1루   | 1루   | 1루   | 1루   | 1루      | 3루   | 3루   | 3루   | 3루   | 3루   | 3루      | 외야  | 외야  | 외야  | 외야  | 외야  | 외야     |
| 연도 | 소속     | 경 기 | 척 살 | 보 살 | 실 책 | 병 살 | 수 비 율 | 경 기 | 척 살 | 보 살 | 실 책 | 병 살 | 수 비 율 | 경 기 | 척 살 | 보 살 | 실 책 | 병 살 | 수 비 율 |
| ---- | -------- | ----- | ----- | ----- | ----- | ----- | -------- | ----- | ----- | ----- | ----- | ----- | -------- | ----- | ----- | ----- | ----- | ----- | -------- |
| 2015 | 요미우리 | -     | -     | -     | -     | -     | -        | 12    | 8     | 15    | 0     | 1     | 1.000    | -     | -     | -     | -     | -     | -        |
| 2016 | 요미우리 | 3     | 23    | 0     | 0     | 4     | 1.000    | -     | -     | -     | -     | -     | -        | -     | -     | -     | -     | -     | -        |
| 2017 | 요미우리 | 1     | 14    | 0     | 0     | 2     | 1.000    | -     | -     | -     | -     | -     | -        | 9     | 6     | 0     | 0     | 0     | 1.000    |
| 2018 | 요미우리 | 126   | 1011  | 52    | 6     | 88    | .994     | 19    | 9     | 21    | 0     | 1     | 1.000    | 23    | 23    | 3     | 1     | 1     | .963     |
| 2019 | 요미우리 | 116   | 689   | 31    | 0     | 64    | 1.000    | 65    | 22    | 79    | 4     | 5     | .962     | 21    | 24    | 0     | 0     | 0     | 1.000    |
| 2020 | 요미우리 | -     | -     | -     | -     | -     | -        | 118   | 77    | 192   | 8     | 12    | .971     | -     | -     | -     | -     | -     | -        |
| 2021 | 요미우리 | -     | -     | -     | -     | -     | -        | 143   | 87    | 236   | 4     | 26    | .988     | -     | -     | -     | -     | -     | -        |
| 2022 | 요미우리 | -     | -     | -     | -     | -     | -        | 140   | 80    | 238   | 8     | 20    | .975     | -     | -     | -     | -     | -     | -        |
| 2023 | 요미우리 | 75    | 469   | 26    | 1     | 37    | .998     | 84    | 51    | 118   | 5     | 8     | .971     | 9     | 7     | 0     | 0     | 0     | 1.000    |
| 2024 | 요미우리 | 130   | 997   | 65    | 4     | 74    | .996     | 29    | 14    | 45    | 2     | 4     | .967     | 15    | 9     | 3     | 0     | 0     | 1.000    |
| 통산 | 통산     | 451   | 3203  | 174   | 11    | 269   | .997     | 610   | 348   | 944   | 31    | 77    | .977     | 77    | 69    | 6     | 1     | 1     | .987     |

- 2024년 시즌 종료 기준.
- 굵은 글씨는 시즌 최고 성적.
- 연도 항목에서 굵은 글씨는 골든 글러브상 수상 연도.

### 주해
1. ↑  내역은 다음과 같다.
  - 3루수 부문: 2020년
  - 1루수 부문: 2024년
2. ↑  내역은 다음과 같다.
  - 3루수 부문: 2021년, 2022년
  - 1루수 부문: 2024년

### 출전
1. 1 2  하나즈미 고이치 (2014년 10월 25일). “【4番サードを継ぐ男・岡本和真】(上)小1で160センチ 小3で最速100キロ 小4で4番”. 스포츠 호치. 2015년 9월 28일에 원본 문서에서 보존된 문서. 2015년 9월 27일에 확인함.
2. ↑  미즈이 모토히로 (2014년 10월 24일). “ドラ1智弁学園・岡本に原監督「大型三塁手として育てる」”. 스포츠 호치. 2015년 9월 28일에 원본 문서에서 보존된 문서. 2015년 9월 27일에 확인함.
3. ↑  “「球界を代表する打者に」岡本ら新人8選手が入団発表で決意表明”. 요미우리 자이언츠 홈페이지. 2014년 11월 23일. 2015년 9월 27일에 확인함.
4. ↑  “巨人 - 契約更改 - プロ野球”. 닛칸 스포츠. 2023년 12월 6일에 확인함.
5. ↑  “岡本　和真（読売ジャイアンツ） | 個人年度別成績”. 《NPB.jp 日本野球機構》. 2022년 2월 26일에 확인함.
6. ↑  花住宏一 (2014년 10월 25일). “【4番サードを継ぐ男・岡本和真】(上)小1で160センチ 小3で最速100キロ 小4で4番”. 스포츠 호치. 2015년 9월 28일에 원본 문서에서 보존된 문서. 2015년 9월 27일에 확인함.
7. ↑  “巨人・岡本、史上初２２歳シーズンでの３割＆３０発＆１００打点”. 산케이 스포츠. 2018년 10월 9일. 2018년 10월 9일에 확인함.
8. ↑  “【巨人】岡本和真が5年連続30本塁打　王貞治、松井秀喜に次ぐ球団3人目、右打者では初の達成”. 《스포츠 호치》. 2022년 9월 24일. 2022년 9월 24일에 확인함.
9. 1 2  “【巨人】岡本和真、初の１試合３発で史上９人目６年連続30本塁打！球団で王貞治、松井秀喜以来”. 《닛칸 스포츠》. 2023년 8월 6일. 2023년 8월 6일에 확인함.
10. ↑  “2022年3、4月度「大樹生命月間MVP賞」受賞選手　（セントラル・リーグ）”. 《NPB.jp 日本野球機構》. 2022년 5월 13일. 2024년 10월 22일에 확인함.
11. ↑  “2023年6月度「大樹生命月間MVP賞」受賞選手　（セントラル・リーグ）”. 《NPB.jp 日本野球機構》. 2023년 7월 11일. 2024년 10월 22일에 확인함.
12. ↑  “2024年9、10月度「大樹生命月間MVP賞」受賞選手　（セントラル・リーグ）”. 《NPB.jp 日本野球機構》. 2024년 10월 22일. 2024년 10월 22일에 확인함.
13. ↑  “2021年5月度「スカパー！サヨナラ賞」受賞選手 | 2021年 表彰選手”. 《NPB.jp 日本野球機構》. 2024년 7월 26일에 확인함.
14. 1 2  “岡本 和真のプロフィール”. 《読売巨人軍》. 2024년 7월 26일에 확인함.
15. ↑  “【巨人】岡本和真が史上３００人目の通算１００本塁打を達成　岡本らしく右中間へ豪快弾”. 《스포츠 호치》. 2021년 4월 27일. 2021년 4월 27일에 확인함.
16. ↑  “巨人・岡本和　出た通算100号!24歳9カ月での到達はチーム歴代3位の年少記録”. 《스포츠 닛폰》. 2021년 4월 27일. 2021년 4월 27일에 확인함.
17. ↑  “【データ】巨人岡本和真178人目150号　25歳10カ月は10位の年少記録、634試合は日本人選手７位”. 닛칸 스포츠. 2022년 5월 29일. 2022년 5월 30일에 확인함.
18. ↑  “【巨人】岡本和真が通算200号、史上６番目の若さ　生え抜きでは19年の坂本勇人以来　”. 《닛칸 스포츠》. 2023년 9월 1일. 2023년 9월 1일에 확인함.
19. ↑  “【巨人】 岡本和真が１０００試合出場達成 プロ１０年目で節目に到達”. 《스포츠 호치》. 2024년 9월 25일. 2024년 9월 25일에 확인함.
20. ↑  “【巨人】岡本和真、先制タイムリーが通算１０００本安打 入団１０年目、１００２試合で達成”. 《스포츠 호치》. 2024년 9월 27일. 2024년 9월 27일에 확인함.
21. ↑  “【球宴】巨人岡本和真、坂本勇人ら６人が出場辞退　戸郷翔征と小林誠司は出場予定”. 닛칸 스포츠. 2022년 7월 22일. 2022년 7월 25일에 확인함.
22. ↑  “【巨人】岡本和真、勝ち越しの４１号　東京ドーム通算１００号＆球団の日本選手最多タイ”. 《스포츠 호치》. 2023년 9월 17일. 2023년 9월 17일에 확인함.
23. ↑  “【巨人】岡本和真が球団最速で東京ドーム100号　守備では左翼で先発「こんなしんどいんだな」”. 《닛칸 스포츠》. 2023년 9월 17일. 2023년 9월 18일에 확인함.